# Sông Lèn

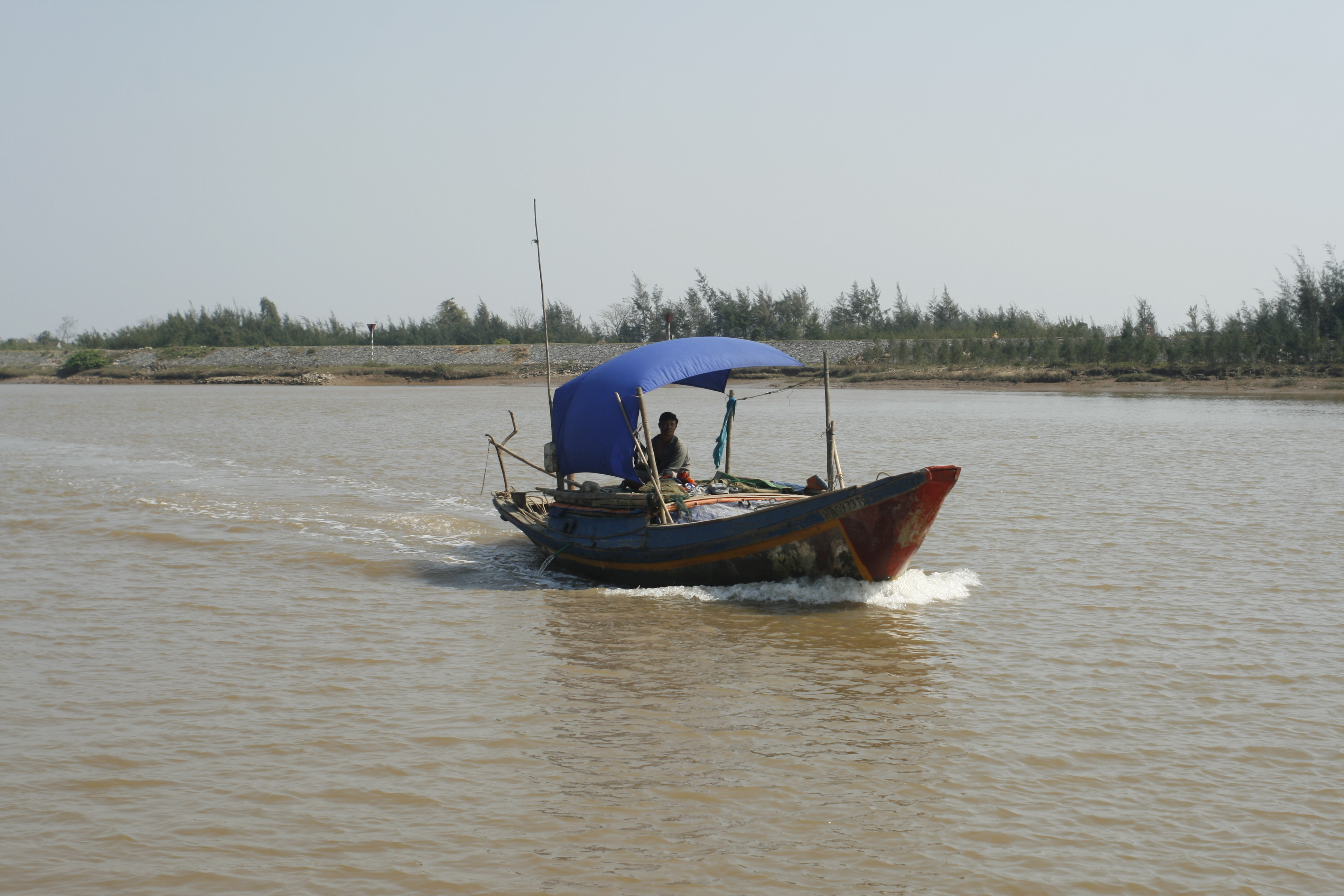
Lạch Sung - nơi con sông Lèn đổ ra Biển Đông

Sông Lèn là phân lưu phía Bắc của Sông Mã tại  tỉnhThanh Hóa.
Sông được tách ra từ sông Mã tại địa phận xã Vĩnh An, huyện Vĩnh Lộc và xã Hà Sơn, huyện Hà Trung, chảy theo hướng Đông đổ ra vịnh Bắc Bộ tại cửa Sung (Lạch Sung) nằm giữa hai xã Nga Thủy, Nga Sơn và Đa Lộc, Hậu Lộc. Sông Lèn là ranh giới tự nhiên của các huyện Hà Trung, Nga Sơn (thuộc tả ngạn) với huyện Hậu Lộc (thuộc hữu ngạn).
Sông Lèn có tổng chiều dài khoảng 34 km, chảy cắt qua Quốc lộ 1 tại cầu Đò Lèn, cách Hà Nội khoảng 130 km về hướng Nam. Quốc lộ 1 bắc ngang sông Lèn bằng cây cầu Đò Lèn. Một cây cầu khác là cầu Thắm, khởi công năm 2014, trên quốc lộ 10.
Một đoạn sông Lèn xưa được Lê Hoàn tổ chức khơi thông nối với các sông khác tạo thành tuyến kênh Nhà Lê với mục đích tạo tuyến giao thông thủy nối từ kinh đô Hoa Lư tới biên giới Đèo Ngang thời Tiền Lê. Trong Chiến tranh Việt Nam, Đò Lèn trở thành một trong những điểm oanh kích dữ dội của không quân Mỹ nhằm cắt đứt tuyến giao thông quan trọng ở miền Bắc Việt Nam.